# Богдан Олевченко
Богда́н Оле́вченко (інколи Оленченко) — гетьман Війська Запорозького.

## Життєпис
Реєстровий полковник Війська Запорозького, 1606 — гетьман нереєстрового козацтва. Брав участь у морських походах на Кримське ханство та узбережжя Туреччини.
В часі Лжедмитріади рушив на польсько-московську війну із власним загоном, в якому велику кількість складали охочекомонні. Визначними старшинами в тому поході були — Боришполець, Андрій Наливайко, Пісоцький, Сидорко, Старинський, Топига, Яцко. Товариство збиралося в похід у Каневі, Переяславі та Черкасах.
Восени 1609 року збірні козацькі загони числом понад 10000 лицарства обирають Олевченка гетьманом. Вони приєднуються до польської армії, котру веде до Московії король Сигізмунд ІІІ. Керували військами коронний гетьман Польщі Станіслав Жолкевський та канцлер Литовський Лев Сапіга, що водив у бій литовські загони. Козаки слухали тільки свого гетьмана, а з наказів короля та польського командування виконували ті, що вкладалися в загальну схему «російського походу».
Козацтво разом із силами польського короля почало облогу Смоленська. Ставка гетьмана, очевидячки, знаходилася біля Духівського монастиря. Козацтву не подобалася тактика тривалої облоги міста. У хроніках пишеться, що Олевченко то відводив полки від міста, нищачи дрібні навколишні російські гарнізони та здобуваючи харчі, то знову повертався під Смоленськ, та питав у поляків та литовців: «Стоїмо, хлопці? І що вистоїмо?»
Активні дії козацтва в боях спричинилися до визволення з-під московської влади міст Новгорода-Сіверського, Стародуба та Чернігова.
В цьому часі виникає в Москві змова проти царя Василя IV Шуйського, до Сигізмунда ІІІ прибувають бояри і пропонують королеві укласти мир та спільно увійти в Москву. Після укладання угоди Жолкевський частину військ з-під Смоленська веде на Москву, з ними йдуть і полки Олевченка.
Для недопущення армій Жолкевського і польського королевича, що очолював Тушинський табір, московський цар кидає в бій останній резерв — корпус свого брата князя Дмитрія Шуйського. 24 червня 1610 року під селом Клушино московське військо розгромлене — за активної участі полків Олевченка. Після того стояв на чолі козацтва у складі війська, осаджаючого Москву.
Подальша доля невідома.